# Сафамер, Симин
Симин Сафамер (перс. سیمین صفا مهر‎; 14 июня 1947 — 2016) — иранская легкоатлетка, выступавшая в беге на короткие дистанции и прыжках в длину. Участница летних Олимпийских игр 1964 года. Первая женщина, представлявшая Иран на Олимпийских играх.

## Биография
Симин Сафамер родилась 14 июня 1947 года.
В 1964 году вошла в состав сборной Ирана на летних Олимпийских играх в Токио. В беге на 100 метров заняла в 1/8 финала последнее, 7-е место, показав результат 13,2 секунды и уступив 1,2 секунды попавшей в четвертьфинал с 5-го места Инге Айгнер из Австрии. В прыжках в длину заняла в квалификации последнее, 31-е место с результатом 5,06 метра — на 94 сантиметра меньше норматива, дававшего право выступить в финале.
Сафамер стала первой женщиной, представлявшей Иран на Олимпийских играх.
Умерла в 2016 году.

## Личный рекорд
- Прыжки в длину — 5,30 (1970)[4]